# Kirsten Wielaard
Kirsten Wielaard (ur. 26 czerwca 1989 w Zeist) – holenderska wioślarka.

## Osiągnięcia
- Mistrzostwa Świata Juniorów – Amsterdam 2006 – czwórka podwójna – 11. miejsce[1].
- Mistrzostwa Świata Juniorów – Pekin 2007 – dwójka podwójna – 9. miejsce[1].
- Mistrzostwa Świata U-23 – Račice 2009 – jedynka – 10. miejsce[1].
- Mistrzostwa Europy – Montemor-o-Velho 2010 – ósemka – 2. miejsce[1].